# École supérieure de comédiens par l'alternance
L'École supérieure de comédiens par l'alternance (ESCA) du Studio-théâtre d'Asnières (désormais Studio | ESCA), est un établissement public à caractère administratif, qui délivre le DNSPC (diplôme national supérieur professionnel de comédien) de niveau 6 (bac + 3) depuis 2014.
L'école fait partie des douze écoles supérieures d'art dramatique françaises. Sa spécificité est de proposer une formation par l'alternance, permettant ainsi aux comédiens de bénéficier d'une rémunération tout au long de leurs trois années de scolarité tout en pouvant être embauchés par les compagnies de théâtre par l'intermédiaire de conventions de mise à disposition.

## Historique

### 1993
Jean-Louis Martin-Barbaz, disparu en 2019, et Hervé Van der Meulen, créent le Studio d'Asnières, une nouvelle « Compagnie-École » en 1993 avec une formation en deux ans ouverte aux comédiens débutants qui sera supprimée en 2018 pour laisser toute la place à l'école de niveau bac +3.

### 2006
Au sein du Studio d'Asnières est créé en 2006 le premier CFA de comédiens, ce qui permet alors, sur sélection, à des comédiens déjà prêts à se produire sur scène de continuer à se former à leur métier pendant trois ans tout en bénéficiant d'une alternance.

### 2014
En septembre 2014, l'école est habilitée par le ministère de la Culture à délivrer le DNSPC (Diplôme National Supérieur Professionnel de Comédien) de niveau II (bac + 3) et devient l'une des douze Écoles Supérieures d'art dramatique françaises. Les étudiants sont inscrits en parallèle de leur apprentissage à l'Université Sorbonne-Nouvelle Paris III pour obtenir une licence d'études théâtrales. La rémunération des apprentis varie de 53% à 100% du SMIC selon leur âge et leur ancienneté et selon les années, les promotions sont composées de 12 à 16 comédiens.
Les élèves des première, deuxième et troisième années sont  mélangés lors des ateliers et stages du matin. Les groupes se constituent en fonction des ateliers proposés selon les projets des intervenants et l’équilibre de chaque groupe, mais aussi en fonction des contrats professionnels obtenus par chacun,. Des étudiants des trois années sont aussi mélangés chaque année pour créer deux spectacles qui sont joués au sein de la compagnie-école.
En avril 2018, Amaury de Crayencour, comédien et ancien élève de l'école, et Hervé Van der Meulen, directeur de l'école à l'époque, étaient invités sur Europe 1 pour en parler. Amaury de Crayencour en exprimait les avantages : « Ce qui est génial avec ce système, c'est l’alternance : le fait d'être dans un milieu professionnel immédiatement et d'être payé ».

### 2023
L’écriture d’une pièce est désormais commandée chaque saison à un auteur pour les apprentis du Studio | ESCA, ce qui soutient les auteurs émergents. Samuel Gallet inaugure le dispositif en écrivant spécifiquement la pièce  Expérience #1 – En répétition pour les apprentis, en fonction de ce qu’ils sont. Le souhait de Tatiana Breidi et Paul Desveaux, directrice et directeur de l’école, est d'ainsi défendre la création contemporaine. Paul Desveaux indique : « nous commanderons chaque année, à des auteurs ou autrices, des textes sur des sujets que nous aurons choisis ». Pour 2024, c'est la dramaturge Pauline Sales qui écrit le texte Expérience #2 – On est là !. Paul Desveaux précise à propos de l'autrice avoir « été impressionné par son écriture, cette poétique du quotidien qui caractérise son style, ses sujets de prédilection et sa capacité à travers des destins particuliers à raconter des histoires politiques et sociales de notre temps ». Une partie de l'épisode 4 de la série « Le théâtre en apprentissage » consacrée à l'ESCA par France 3 montre l'accompagnement des élèves par l'autrice.

## Concours d'entrée
L'école est accessible au travers d'un concours d'entrée qui se déroule de mars à mai chaque année et sélectionne une quinzaine de comédiens sur plus d'un millier de candidats (contre 400 en 2018).

## Campus

### Locaux
Les locaux de l'ESCA se trouvent au 7, rue Olympe de Gouges 92600 Asnières-sur-Seine et au Studio-Théâtre au 3, rue Edmond Fantin 92600 Asnières-sur-Seine.

### Fonds de costumes et de décors
L’atelier costumes du Studio d'Asnières possède aujourd’hui plus de 6000 costumes, ainsi que des perruques, chaussures, accessoires. Ceux-ci sont issus de créations de la compagnie et de dons de partenaires ou de particuliers et sont stockés et mis à la location dans un local dédié 2bis rue Dussau à Asnières-sur-Seine.
Le local des décors est situé au 7, avenue Laurent Celly 92600 Asnières-sur-Seine.

## Festivals

### Mises en Demeure
Créé en 2011, le Festival Mises en Demeure, nommé Mises en Lumière en 2023, permet chaque année aux jeunes artistes issus de l'école (interprètes, auteurs, autrices, metteurs en scène) de faire découvrir leur travail au sein du Studio-Théâtre d'Asnières au travers de créations, mais aussi de l'adaptation de classiques : Peer Gynt d'après Henrik Ibsen en décembre 2014, Bérénice de Jean Racine en décembre 2017, As you like it d'après Shakespeare en avril 2022 ou encore Les enfants du soleil de Maxime Gorki en avril 2023.

### Attention écriture fraîche!
Un nouveau festival est organisé à partir de juin 2023 par le Nouveau Théâtre de l’Atalante en partenariat avec le Studio | ESCA qui met à disposition ses interprètes et metteurs en scène pour célébrer les écritures contemporaines et la jeune création.

### Le Jamais Lu
Le festival du Jamais Lu a été fondé en 2002 à Montréal et s'est étendu ensuite sur 3 territoires (Québec, France, Caraïbes). La première édition parisienne a eu lieu en 2015 et se déroule chaque année au Théâtre Ouvert, centre national des dramaturgies contemporaines.
A chaque édition, une troupe d'une dizaine de comédiens comprenant deux apprentis de l'ESCA est dirigée par des metteurs en scène de France et du Québec pour des mises en lecture de textes inédits d'auteurs et autrices francophones.

## Anciens élèves
Voir la Catégorie:Élève de l’école du Studio d’Asnières (liste non exhaustive).